# Гетто в Избице-Куявской
Гетто в Избице-Куявской— еврейское гетто, созданное нацистами в период оккупации Польши во время Второй мировой войны, в городе Избица-Куявска. Существовало с 1940 года по 15 января 1942 года.

## История
Город был оккупирован нацистами в середине сентября 1939 года. По инициативе местных этнических немцев с фасада местной синагоги сняли звезду Давида, а само здание превратили в зерновой склад. Вскоре нацисты начали конфисковывать еврейское имущество и выселять евреев из их квартир. Позже в Избице-Куявской был создан юденрат. Его возглавил Элиаху Ицвицкий, который войны был председателем местной общины. Юденрат был обязан предоставлять определённое количество мужчин для выполнения принудительных работ. Он также использовался нацистами для конфискации драгоценностей, золота, мехов, ковров и других ценностей.

## Гетто
Гетто было организовано нацистами на улице Гарбарской. Там проживало около 1000 человек. В начале 1940 года в гетто Избице-Куявской были свезены евреи из Новин-Брдовских и Бабяка. Из-за большой скученности среди узников распространялся тиф. Больные прятались в подвалах, опасаясь депортации. После обязательной переписи мужчин гетто в мае 1940 года большое количество молодых людей было отправлено в Могиленский трудовой лагерь. Помимо немецкой полиции, в отправке узников в трудовые лагеря принимали участие и местные этнические немцы. 24 июня 1941 года  225 мужчин из гетто были отправлены в трудовые лагеря в Иновроцлаве и Познани. В январе 1941 года двое евреев были приговорены к смертной казни за незаконное владение радиоприёмником и распространение информации, передаваемой лондонскими радиостанциями.

## Ликвидация гетто
15 января 1942 года началась ликвидация гетто в Избице-Куявской. Юденрат предупредил членов общины о надвигающейся депортации, и многие евреи рассеялись по окрестным деревням. Узнав об этом, нацисты расстреляли членов юденрата в близлежащем лесу. В течение двух дней все евреи Избицы-Куявской, численностью около 1000 человек, были отправлены на уничтожение в лагерь смерти Хелмно.